# Río Purapel
Río Purapel är ett vattendrag i Chile. Det ligger i den södra delen av landet, 290 km söder om huvudstaden Santiago de Chile.
Trakten runt Río Purapel består till största delen av jordbruksmark. Runt Río Purapel är det ganska glesbefolkat, med 24 invånare per kvadratkilometer.